# Elektroteknik

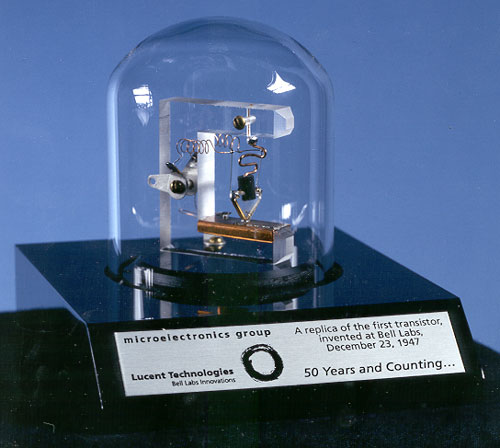
En kopia av den första fungerande transistorn.

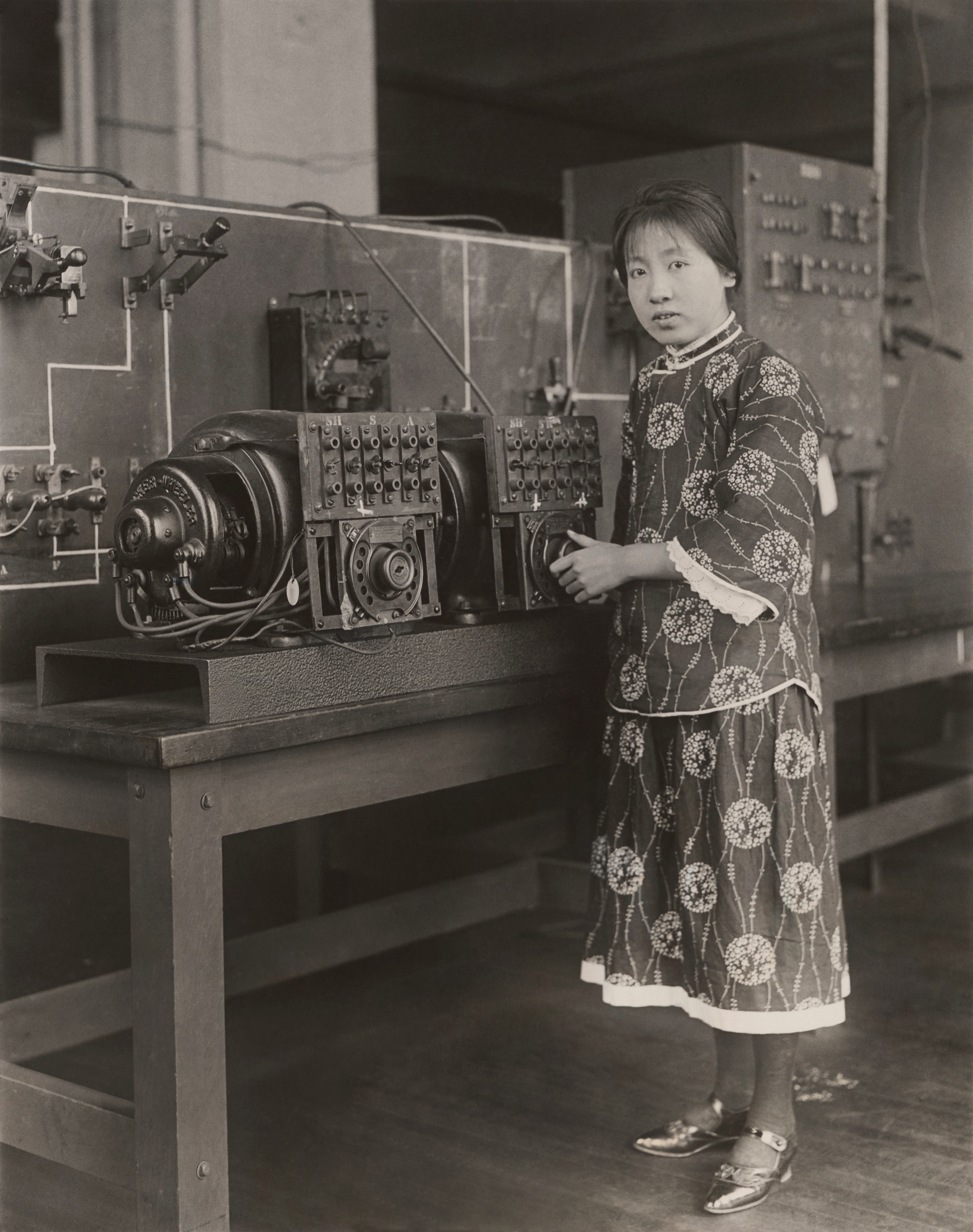
Li Fu Lee, den första kinesiska studenten (elektroingenjör) vid Massachusetts Institute of Technology 1925, vid MIT:s försöksradioanläggning.

Elektroteknik är en utbildning som finns som civilingenjörs-, master- och högskoleingenjörsprogram och fokuserar på områden inom tillämpad elektrofysik och ingenjörsvetenskap som utnyttjar elektricitet och elektromagnetism. Några av de klassiska områdena inom elektrotekniken är telekommunikation, medicinsk teknik, elektronik, radar och elkraftteknik. Men då elektroteknik ger en såpass bred utbildning så inkluderas numera även saker som programmering, artificiell intelligens och produktionsekonomi.

## Historia
Elektricitet började betraktas som ett ämne av vetenskaplig karaktär under tidigt 1600-tal. William Gilbert var en av de tidiga vetenskapsmännen inom elektroteknik och den första som visade på skillnaden mellan magnetism och statisk elektricitet. Det var sedermera också Gilbert som etablerade själva termen "elektricitet".
Även om det fysikaliska företeelsen elektricitet studerades redan under antiken av grekerna var det först på 1800-talet vetenskapen tog fart. Betydande upptäckter var då exempelvis Michael Faradays upptäckt av induktion 1831 och James Clerk Maxwells teorier om elektromagnetism 1873. Bland de första tillämpningsområdena var bland annat den elektriska telegrafen och glödlampan. Fler pionjärer inom elektrotekniken är exempelvis Nikola Tesla och Guglielmo Marconi. Exempel på kvinnliga elektroingenjörer är Erna Schneider Hoover, Hedy Lamarr, Jean E. Sammet, Mary Allen Wilkes och Radia Joy Perlman.

## Akademisk elektroteknik
Elektroteknik sågs till en början som en undergren av fysiken men utvecklades mot slutet av 1800-talet till ett eget akademiskt fält. I Sverige finns elektroteknik som civil- och högskoleingenjörsutbildning på många tekniska högskolor. Vid både Linköpings universitet och Luleå tekniska universitet ges civilingenjörsutbildningen som Teknisk fysik och elektroteknik. Tidigare har datateknik betraktats som en gren av elektrotekniken, men är numera ett separat akademiskt fält.
Elektroteknik är ett av många tekniska fält som haft relativt låg representation av kvinnor. När ingenjörsämnet övergick från ett hantverk till ett akademiskt ämne, och de första tekniska högskolorna grundades i Sverige i slutet av 1800-talet, var de endast avsedda för män. I vissa hantverksutbildningar hade kvinnor inte varit ovanliga men till de akademiska utbildningarna kunde kvinnor endast söka som specialelever i mån av tomma utbildningsplatser. År 1921 släpptes denna restriktion på KTH och år 1928 blev Greta Woxén Sveriges första kvinnliga civilingenjör, då med elektroteknik som inriktning.

## Organisation
Svenska elektroingenjörsföreningen var en avdelning inom Svenska Teknologföreningen.

## Alumner
Bland kända alumner från civilingenjörsutbildningar inom elektroteknik finns:
- Waldemar Borgquist (UU), generaldirektör för Statens vattenfallsverk, ordförande för Telefonaktiebolaget LM Ericsson.
- Robert Dahlander (KTH), professor och förste utredare om elektrisk drift av Statens Järnvägar.
- Sigfrid Edström (CTH), VD och styrelseordförande för Asea samt ordförande i Sveriges elektroindustriförening, Sveriges verkstadsförening och Svenska Arbetsgivareföreningen.
- Börje Ekholm (KTH), VD för telekomföretaget Ericsson och tidigare VD för Investor.
- Axel Enström (KTH), delägare i Elektriska prövningsanstalten, kommerseråd, initiativtagare till och VD för Kungl ingenjörsvetenskapsakademien.
- Gunnar Fant (KTH), professor och forskare i talsyntes.
- Per Frankling (KTH), VD Creades.
- Ivar Folcker (KTH), grundare av Svenska föreningen för Ljuskultur.
- Olle Franzén (KTH), VD för Svenska AB Philips och ordförande för The Svedberg-laboratoriet.
- Jens Henriksson (LTH), VD Swedbank, tidigare VD för Folksam och NASDAQ OMX.
- Hellmuth Hertz (LTH), utvecklare av Bläckstråleskrivare och Ultraljud.
- Ragnar Holmer (KTH), VD för Svenska AB Siemens & Halske.
- Fredrik Lamm (CTH), professor vid Chalmers tekniska högskola.
- Uno Lamm (KTH), pionjär inom högspänd likström.
- Åke Lundqvist, (KTH) pionjär inom svensk mobiltelefoni.
- Göran Nordlund (CTH), styrelseordförande Opus.
- Magnus René (CTH), VD Arcam.
- Carl Rossander (KTH), överingenjör på Elektriska prövningsanstalten, ordförande för Svenska teknologföreningen.
- Lars Stugemo (KTH), VD HiQ
- Carl-Henrik Svanberg (LiTH), styrelseordförande i Volvo och BP.
- Sten Tennander (CTH), ordförande i Semko.
- Åke Vrethem (KTH), VD, koncernchef och vice ordförande i Asea, ordförande i Sveriges elektroindustriförening.
- Jonas Wenström (UU), en av grundarna till Asea.
- Hans Werthén (KTH), VD för Electrolux.
- Ivan Öfverholm (KTH), betydande för elektrifieringen av svensk järnväg.
- Marcus Wandt (CTH), ESA-Astronaut